# Западноамериканская жаба
Западноамериканская жаба (лат. Anaxyrus boreas) — вид бесхвостых земноводных из семейства настоящих жаб, распространённый на западе Северной Америки.
Длина тела от 5,6 до 13 см. Имеет белую или кремовую спинную полосу и тёмно-серую или зеленоватую кожу на спине, со спинными железами, сконцентрированными в тёмных пятнах. Её паротоидные железы имеют овальную форму и расположены далеко друг от друга.
Размножение происходит с марта по июль в горных районах, и уже в январе на равнине. Самка откладывает до 17 тысяч яиц склеенных между собой на растительность и другие объекты вдоль кромки воды.
Свою добычу ждут на поверхности земли или в неглубоких норах вырытых другими животными. Рацион питания состоит в основном из пчёл, жуков, муравьёв и паукообразных.